# Cop Shoot Cop
Cop Shoot Cop war eine US-amerikanische Rockband.

## Bandgeschichte
Die Band wurde 1987 in New York City von Tod Ashley, David Ouimet und Phil Puleo gegründet. Ashley und Puleo hatten zuvor schon in der Noise-Band Dig Dat Hole zusammen gespielt. Inspiration aus der No-Wave-Bewegung der frühen 1980er-Jahre ziehend nahm die Band in dieser Formation mit Headkick Facsimile eine erste EP auf.
Zur Entstehung des Bandnamens gibt es verschiedene Versionen. Nach Aussage von Phil Puleo soll der Name von einer gleich- oder ähnlich lautenden Zeitungsschlagzeile nach einer missglückten Polizeirazzia herrühren. Zu Beginn ihrer Karriere sorgte das Trio in der Umgebung von New York für Aufmerksamkeit und Diskussionen durch das Anbringen von Plakaten mit dem Aufdruck „CopShootCop“.
Als sich Jack Natz, der Anfang der 1980er-Jahre Bassist bei der Horrorpunk-Band The Undead war, der Band anschloss, verlegte sich Ashley zunächst auf seine Rolle als Sänger. Da nun jedoch der Sound von Ashleys Bass-Spiel fehlte, entschied die Band, künftig beide Bassisten einzusetzen, was zum charakteristischen Merkmal der Band werden sollte. Cop Shoot Cop werden stilistisch häufig dem Genre Industrial Metal zugerechnet.
David Ouimet, der mehrfach die Band verließ, stieß 1989 zu den Aufnahmen zur PieceMan EP wieder zur Band, zu der nun auch Jim Coleman gehörte. In dieser Besetzung entstand 1990 auch das erste Studioalbum Consumer Revolt mit Produzent Martin Bisi, bekannt unter anderem für seine Arbeit mit Sonic Youth in den 1980er-Jahren, der auch bei den folgenden Veröffentlichungen White Noise und Ask Questions Later für die Produktion zuständig war. Nach dem ersten Album und anschließender Tour verließ Ouimet endgültig die Band, gründete Motherhead Bug und trat nur noch gelegentlich als Gastmusiker bei Cop Shoot Cop in Erscheinung.
Trotz ihres unkonventionellen, wenig kommerziellen Sounds und ihrer Abneigung gegen Major Labels landeten Cop Shoot Cop Anfang der 1990er-Jahre einen Plattenvertrag bei Interscope Records, wo zu der Zeit auch Bands wie Nine Inch Nails und Helmet unter Vertrag standen. 1992 absolvierte die Band gemeinsam mit Pain Teens eine Europatournee. 1993 erschien mit Ask Questions Later ihr wohl zugänglichstes Album, das mit den Singles „Room 429“ und „$10 Bill“, letztere unterstützt durch die Motherhead Horns, einer 3-Mann-Bläsergruppe um Posaunist David Ouimet, auch zwei der bekannteren Songs der Band enthält. Der Bekanntheitsgrad der Band wuchs auch dank des düsteren, in schwarz-weiß gehaltenen Musikvideos zu „Room 429“, für das der New Yorker Underground-Regisseur und Fotograf Richard Kern verantwortlich zeichnete, und des unter Mitwirkung zahlreicher kleinwüchsiger Menschen entstandenen Musikvideos zu „$10 Bill“, die beide auf MTV in Sendungen wie 120 Minutes und Alternative Nation gespielt wurden. Cop Shoot Cop tourten in Europa. Auf dem 1994 veröffentlichten, von Dave Sardy produzierten Album Release gehörte mit Steve McMillen erstmals auch ein Gitarrist zum Line-up der Band. 1995 steuerten Cop Shoot Cop den Titel „3 AM Incident“ zum Soundtrack von  Vernetzt – Johnny Mnemonic mit Keanu Reeves in der Titelrolle bei. Bereits 1994 war Two at a Time, eine Single-Auskopplung vom Album Release, im Film 36 Tage Terror (S.F.W. / So Fucking What?) verwendet worden.
Release blieb Cop Shoot Cops letzte Platte, die Band löste sich 1996 während der Aufnahmen zu ihrem fünften Studioalbum auf. Trotz Tourneen mit Iggy Pop und Airplay bei College-Radio-Sendern hatte die Band wenig Mainstream-Erfolg. Ashley gründete nach der Auflösung von Cop Shoot Cop die Band Firewater, bei der David Ouimet gelegentlich als Gastmusiker auftritt. Jim Coleman veröffentlichte unter anderem als Phylr und Here Musik. Phil Puleo spielt bei den Swans. Insbesondere Coleman und Puleo haben wiederholt bei Projekten, zuletzt bei The Children, zusammengearbeitet.
Die kanadische Industrial-/Death-Metal-Band Strapping Young Lad coverte 1997 „Room 429“ auf ihrem Album City. 2005 wurde der Track „Migration“ von Ask Questions Later zur Untermalung eines Werbespots des Sportartikelausrüsters Nike benutzt.

## Diskografie
- 1989: Headkick Facsimile 12″ (Supernatural Organization)
- 1989: PieceMan EP (Vertical)
- 1990: Consumer Revolt (Circuit)
- 1991: White Noise  (Big Cat)
- 1992: Suck City EP (Interscope)
- 1993: Ask Questions Later (Interscope)
- 1994: Release (Interscope)